# John Ernst Worrell Keely
John Ernst Worrell Keely (3 października 1837 – 18 listopada 1898) – oszukańczy amerykański wynalazca z Filadelfii, który stworzył fałszywą teorię fizyczną opierająca się na założeniu, że wszystkie relacje między atomami działają na zasadzie sympatycznych wibracji.